# Lista uczestników Eneco Tour 2015
Lista uczestników Eneco Tour 2015
W wyścigu brało udział 17 drużyn UCI World Tour oraz 3 zaproszone drużyny UCI Professional Continental. Zawodnicy nosili numery od 1 do 198. W każdej drużynie było 8 zawodników, więc pierwsza drużyna otrzymała numery od 1 do 8, druga od 11 do 18, trzecia od 21 do 28, itd.

## Legenda
| Legenda | Legenda                                    |
| ------- | ------------------------------------------ |
|         | Zwycięzca klasyfikacji generalnej          |
|         | Zwycięzca klasyfikacji punktowej           |
|         | Zwycięzca klasyfikacji kombinowanej        |
| DNS     | Zawodnik nie wystartował do etapu          |
| DNF     | Zawodnik nie ukończył etapu                |
| DSQ     | Zawodnik został zdyskwalifikowany          |
| HD      | Zawodnik przekroczył limit czasu na etapie |

## Drużyny
| # | Kolarz            | Wiek | Poz.  |
| - | ----------------- | ---- | ----- |
| 1 | Tim Wellens       | 24   | 1     |
| 2 | Tiejs Benoot      | 21   | 8     |
| 3 | Stig Broeckx      | 25   | DNF-7 |
| 4 | Jens Debusschere  | 25   | 22    |
| 5 | André Greipel     | 33   | 68    |
| 6 | Gregory Henderson | 38   | DNF-7 |
| 7 | Jürgen Roelandts  | 30   | DNF-6 |
| 8 | Marcel Sieberg    | 33   | 80    |

| #  | Kolarz             | Wiek | Poz. |
| -- | ------------------ | ---- | ---- |
| 11 | Tom Boonen         | 34   | 66   |
| 12 | Julian Alaphilippe | 23   | 10   |
| 13 | Nikolas Maes       | 29   | 52   |
| 14 | Fabio Sabatini     | 30   | 62   |
| 15 | Niki Terpstra      | 31   | 44   |
| 16 | Stijn Vandenbergh  | 31   | 65   |
| 17 | Martin Velits      | 30   | 96   |
| 18 | Yves Lampaert      | 24   | 47   |

| #  | Kolarz              | Wiek | Poz.  |
| -- | ------------------- | ---- | ----- |
| 21 | Philippe Gilbert    | 33   | 4     |
| 22 | Jean-Pierre Drucker | 28   | 48    |
| 23 | Daniel Oss          | 28   | DNS-1 |
| 24 | Manuel Quinziato    | 35   | 28    |
| 25 | Greg Van Avermaet   | 30   | 2     |
| 26 | Danilo Wyss         | 29   | DNF-7 |
| 27 | Loïc Vliegen        | 21   | 106   |
| 28 | Rick Zabel          | 21   | 58    |

| #  | Kolarz                  | Wiek | Poz.  |
| -- | ----------------------- | ---- | ----- |
| 31 | Michael Rogers          | 35   | 7     |
| 32 | Michael Valgren         | 23   | 26    |
| 33 | Manuele Boaro           | 28   | DNF-7 |
| 34 | Pavel Brutt             | 33   | 82    |
| 35 | Christopher Juul-Jensen | 26   | 9     |
| 36 | Evgeni Petrov           | 37   | 43    |
| 37 | Nikolay Trusov          | 30   | 76    |
| 38 | Matti Breschel          | 30   | DNF-3 |

| #  | Kolarz           | Wiek | Poz.  |
| -- | ---------------- | ---- | ----- |
| 41 | Marco Coledan    | 26   | 101   |
| 42 | Fabio Felline    | 25   | 5     |
| 43 | Giacomo Nizzolo  | 26   | DNF-7 |
| 44 | Eugenio Alafaci  | 25   | DNF-5 |
| 45 | Hayden Roulston  | 34   | DNF-7 |
| 46 | Jasper Stuyven   | 23   | 23    |
| 47 | Boy van Poppel   | 27   | 55    |
| 48 | Danny van Poppel | 22   | DNF-7 |

| #  | Kolarz               | Wiek | Poz.  |
| -- | -------------------- | ---- | ----- |
| 51 | Ian Stannard         | 28   | DNS-6 |
| 52 | Bernhard Eisel       | 34   | DNF-7 |
| 53 | Andrew Fenn          | 25   | 104   |
| 54 | Lars Petter Nordhaug | 31   | 50    |
| 55 | Danny Pate           | 36   | 56    |
| 56 | Nathan Earle         | 27   | 81    |
| 57 | Chris Sutton         | 30   | DNS-6 |
| 58 | Elia Viviani         | 26   | DNF-7 |

| #  | Kolarz            | Wiek | Poz.  |
| -- | ----------------- | ---- | ----- |
| 61 | Lars Boom         | 29   | 30    |
| 62 | Alexéi Lutsenko   | 22   | 13    |
| 63 | Laurens de Vreese | 26   | 35    |
| 64 | Andrij Hrywko     | 32   | 6     |
| 65 | Dmitriy Gruzdev   | 29   | 57    |
| 66 | Andrea Guardini   | 26   | DNF-7 |
| 67 | Ruslan Tleubayev  | 28   | 32    |
| 68 | Lieuwe Westra     | 32   | DNF-7 |

| #  | Kolarz             | Wiek | Poz.  |
| -- | ------------------ | ---- | ----- |
| 71 | Wilco Kelderman    | 24   | 3     |
| 72 | Moreno Hofland     | 23   | 77    |
| 73 | Tom Leezer         | 29   | DNF-7 |
| 74 | Maarten Tjallingii | 37   | DNF-7 |
| 75 | Jos van Emden      | 30   | 34    |
| 76 | Robert Wagner      | 32   | DNF-7 |
| 77 | Maarten Wynants    | 33   | 60    |
| 78 | Rick Flens         | 32   | DNF-7 |

| #  | Kolarz               | Wiek | Poz.  |
| -- | -------------------- | ---- | ----- |
| 81 | Simon Špilak         | 29   | 42    |
| 82 | Jacopo Guarnieri     | 28   | 97    |
| 83 | Vladimir Isaychev    | 29   | DNF-7 |
| 84 | Pavel Kochetkov      | 29   | 18    |
| 85 | Viacheslav Kuznetsov | 26   | 63    |
| 86 | Alexander Porsev     | 29   | 87    |
| 87 | Rüdiger Selig        | 26   | 102   |
| 88 | Gatis Smukulis       | 28   | DNS-5 |

| #  | Kolarz              | Wiek | Poz.  |
| -- | ------------------- | ---- | ----- |
| 91 | Sacha Modolo        | 28   | DNF-7 |
| 92 | Roberto Ferrari     | 32   | 103   |
| 93 | Manuele Mori        | 35   | 59    |
| 94 | Luka Pibernik       | 21   | 45    |
| 95 | Jan Polanc          | 23   | 46    |
| 96 | Filippo Pozzato     | 33   | 84    |
| 97 | Maximiliano Richeze | 32   | DNF-7 |
| 98 | Diego Ulissi        | 26   | 54    |

| #   | Kolarz          | Wiek | Poz.  |
| --- | --------------- | ---- | ----- |
| 101 | Svein Tuft      | 38   | 98    |
| 102 | Sam Bewley      | 28   | DNF-5 |
| 103 | Adam Blythe     | 25   | DNF-7 |
| 104 | Michael Hepburn | 24   | 86    |
| 105 | Leigh Howard    | 25   | 72    |
| 106 | Jens Keukeleire | 26   | 39    |
| 107 | Jens Mouris     | 35   | DNF-6 |
| 108 | Magnus Cort     | 22   | 61    |

| #   | Kolarz               | Wiek | Poz.  |
| --- | -------------------- | ---- | ----- |
| 111 | Dylan van Baarle     | 23   | 29    |
| 112 | Alberto Bettiol      | 21   | DNF-7 |
| 113 | Nathan Haas          | 26   | DNF-5 |
| 114 | Lasse Norman Hansen  | 23   | 91    |
| 115 | Kristijan Koren      | 28   | 92    |
| 116 | Alan Marangoni       | 31   | 99    |
| 117 | Ramūnas Navardauskas | 27   | DNF-7 |
| 118 | Tom-Jelte Slagter    | 26   | 12    |

| #   | Kolarz              | Wiek | Poz.  |
| --- | ------------------- | ---- | ----- |
| 121 | Marcel Aregger      | 24   | 90    |
| 122 | Matthias Brändle    | 25   | 71    |
| 123 | Dries Devenyns      | 32   | 40    |
| 124 | Heinrich Haussler   | 31   | 37    |
| 125 | Aleksejs Saramotins | 33   | DNF-6 |
| 126 | David Tanner        | 30   | DNF-7 |
| 127 | Jonas van Genechten | 28   | 79    |
| 128 | Reto Hollenstein    | 29   | 15    |

| #   | Kolarz            | Wiek | Poz.  |
| --- | ----------------- | ---- | ----- |
| 131 | Simon Geschke     | 29   | 38    |
| 132 | Nikias Arndt      | 23   | 14    |
| 133 | Roy Curvers       | 35   | 25    |
| 134 | Chad Haga         | 26   | DNS-7 |
| 135 | Tobias Ludvigsson | 24   | 95    |
| 136 | Georg Preidler    | 25   | 16    |
| 137 | Albert Timmer     | 30   | DNS-3 |
| 138 | Zico Waeytens     | 23   | 49    |

| #   | Kolarz         | Wiek | Poz.  |
| --- | -------------- | ---- | ----- |
| 141 | Arnaud Démare  | 23   | 74    |
| 142 | Mickaël Delage | 30   | 89    |
| 143 | David Boucher  | 35   | DNS-4 |
| 144 | Francis Mourey | 34   | 41    |
| 145 | Anthony Geslin | 35   | DNF-1 |
| 146 | Johan Le Bon   | 24   | 24    |
| 147 | Yoann Offredo  | 28   | DNS-5 |
| 148 | Cédric Pineau  | 30   | DNS-7 |

| #   | Kolarz             | Wiek | Poz.  |
| --- | ------------------ | ---- | ----- |
| 151 | José Joaquín Rojas | 30   | 21    |
| 152 | Adriano Malori     | 27   | DNF-7 |
| 153 | Andrey Amador      | 28   | 53    |
| 154 | Gorka Izagirre     | 27   | DNF-3 |
| 155 | Juan José Lobato   | 26   | 69    |
| 156 | Dayer Quintana     | 23   | DNF-7 |
| 157 | Enrique Sanz       | 25   | DNF-7 |
| 158 | Jasha Sütterlin    | 22   | 73    |

| #   | Kolarz           | Wiek | Poz.  |
| --- | ---------------- | ---- | ----- |
| 161 | Jan Bakelants    | 29   | 11    |
| 162 | Maxime Daniel    | 24   | 107   |
| 163 | Nico Denz        | 21   | 94    |
| 164 | Damien Gaudin    | 28   | DNF-6 |
| 165 | Patrick Gretsch  | 28   | 108   |
| 166 | Hugo Houle       | 24   | 100   |
| 167 | Sébastien Turgot | 31   | 85    |
| 168 | Ben Gastauer     | 27   | DNF-6 |

| #   | Kolarz               | Wiek | Poz.  |
| --- | -------------------- | ---- | ----- |
| 171 | Preben Van Hecke     | 33   | 83    |
| 172 | Victor Campenaerts   | 23   | 36    |
| 173 | Oliver Naesen        | 24   | 20    |
| 174 | Thomas Sprengers     | 25   | 33    |
| 175 | Edward Theuns        | 24   | DNF-7 |
| 176 | Gijs Van Hoecke      | 23   | 31    |
| 177 | Pieter Vanspeybrouck | 28   | DNS-3 |
| 178 | Jelle Wallays        | 26   | 67    |

| #   | Kolarz            | Wiek | Poz.  |
| --- | ----------------- | ---- | ----- |
| 181 | Johnny Hoogerland | 32   | 64    |
| 182 | Jesper Asselman   | 25   | 93    |
| 183 | Berden de Vries   | 26   | 88    |
| 184 | Huub Duyn         | 30   | DNS-7 |
| 185 | Dylan Groenewegen | 22   | 75    |
| 186 | Tim Kerkhof       | 21   | 70    |
| 187 | Wesley Kreder     | 24   | 105   |
| 188 | Andre Looij       | 20   | 109   |

| #   | Kolarz             | Wiek | Poz.  |
| --- | ------------------ | ---- | ----- |
| 191 | Björn Leukemans    | 38   | 17    |
| 192 | Frederik Backaert  | 25   | 78    |
| 193 | Jerome Baugnies    | 28   | 51    |
| 194 | Enrico Gasparotto  | 33   | DNF-7 |
| 195 | Roy Jans           | 24   | DNF-7 |
| 196 | Marco Marcato      | 31   | 19    |
| 197 | Mirko Selvaggi     | 30   | DNS-2 |
| 198 | Frederik Veuchelen | 36   | 27    |